# Jürgen Bachmann
Jürgen Bachmann (Berlín, Alemania, 20 de enero de 1942) es un nadador retirado especializado en pruebas de estilo combinado que representó a la República Democrática Alemana. Fue medalla de bronce en 400 metros estilos durante el Campeonato Europeo de Natación de 1962.

## Palmarés internacional
| Campeonato Europeo de Natación | Campeonato Europeo de Natación | Campeonato Europeo de Natación | Campeonato Europeo de Natación |
| Año                            | Lugar                          | Medalla                        | Prueba                         |
| ------------------------------ | ------------------------------ | ------------------------------ | ------------------------------ |
| 1962                           | Leipzig ( Alemania)            | Medalla de bronce              | 400 m estilos                  |